# Shō Shin
Shō Shin (尚 真) (1465-1526) va ser un rei del Regne de Ryūkyū, el tercer de la línia de la Segona Dinastia. El prolongat regnat de Shō Shin ha estat denominat "els grans dies de Chūzan", un període caracteritzat per una gran pau i prosperitat. Era fill de Shō En, el fundador de la dinastia, i de Yosoidon, la seva segona esposa, sovint anomenada la reina mare. Va succeir al seu oncle, Shō Sen'i, que va ser obligat a abdicar a favor seu aquest fet va ocórrer el 1477.
Gran part de l'organització fundacional de l'administració i economia del regne es pot atorgar als desenvolupaments que van ocórrer durant el regnat de Shō Shin. Mentre que el govern es va fer més institucionalitzat i organitzat, els aji (senyors locals) gradualment van perdre poder i independència, tornant-se més lligats al govern central a Shuri. Per enfortir el control central sobre el regne i per prevenir la insurrecció de part dels aji, Shō Shin va reunir les armes de tots els aji per posar-les al servei de la defensa del regne, i va ordenar als aji traslladar les seves residències a Shuri.
Els senyors separats de les seves terres i de la seva gent eren molt menys capaços d'actuar independentment o d'organitzar una rebel·lió i, amb el temps, les seves connexions emocionals amb Shuri van créixer, mentre que aquelles amb els seus territoris es debilitaven. Les residències a Shuri dels aji van ser dividides en tres districtes, cadascun per a aquells que venien de les àrees nord, centre i sud de l'illa d'Okinawa, que prèviament havien estat els regnes independents de Hokuzan, Chūzan i Nanzan respectivament. Aquestes regions van ser ara renombradas Districte de Kunigami, Districte de Nakagami i Districte de Shimajiri, respectivament, noms que segueixen usant-se avui dia. A través del matrimoni, la residència a Shuri i altres factors, els aji van arribar a integrar-se més com una classe, associats més de prop amb la vida, costums i política de Shuri, i menys aferrats a les seves identitats territorials ancestrals.
Sho Shin també va dur a terme canvis significatius en l'organització dels nadius Noro (sacerdotesses) de culte i la seva relació amb el govern de forma més protectora i amigable.
Després d'un regnat de cinquanta anys, Sho Shin va morir el 1526, i va ser succeït pel seu fill Shō Sei. Es diu que després d'un regnat tan llarg, els funcionaris van trobar dificultats per determinar la manera adequada de dur a terme el funeral reial, els rituals de successió i altres cerimònies relacionades.